# Faustino Delgado
Faustino Delgado Olabarrera (Mollendo, 15 de febrero de 1921 - 31 de octubre de 2004) fue un futbolista peruano que se desempeñaba como delantero y su último equipo fue el Sporting Cristal.

## Trayectoria
Sus inicios en el fútbol lo hizo en el Nacional FBC de Mollendo (Arequipa) en el año 1941. 
Delgado llegó al Sporting Tabaco en 1945, debutó un 20 de julio de 1946 en la derrota 1:6 ante Deportivo Municipal. Su primer gol lo convirtió una semana después a Universitario de Deportes en la derrota por 1:4.
Permaneció muchos años en el "Tabaco" y fue uno de los históricos que vivió la transición al Sporting Cristal. Anotó en el arco rival en el primer partido de la historia del Sporting Cristal, amistoso jugado con público un 24 de mayo de 1956 en su victoria por 2:1 sobre Sport Boys jugado en el Telmo Carbajo.
En su primer año en la Primera División del Perú, el cuadro cervecero se consagró campeón 1956 y Delgado fue el goleador del cuadro con 11 anotaciones.
Delgado fue goleador del cuadro rimense en los años 1958, 1959 y 1960. Campeonó nuevamente en 1961 y disputó su primera y única Copa Libertadores en 1962 con 41 años de edad, todo un récord en la historia copera en ese momento; jugó su último partido en el torneo de 1963.

## Selección Peruana
Fue parte de la Selección que jugó el Sudamericano en Lima en 1957.
En 1961, con 40 años encima, jugó dos partidos con la Selección de fútbol del Perú y marcó un gol a Colombia en el empate 1-1 por las eliminatorias de Chile 1962.

## Clubes
| Club             | País | Año         |
| ---------------- | ---- | ----------- |
| Nacional FBC     | Perú | 1941 - 1945 |
| Sporting Tabaco  | Perú | 1946 - 1955 |
| Sporting Cristal | Perú | 1956 - 1963 |

## Estadísticas

### Sporting Cristal
| Club                    | Div        | Temporada  | Liga  | Liga  | Copa Nacional | Copa Nacional | Total | Total | Media goleadora |
| Club                    | Div        | Temporada  | Part. | Goles | Part.         | Goles         | Part. | Goles | Media goleadora |
| ----------------------- | ---------- | ---------- | ----- | ----- | ------------- | ------------- | ----- | ----- | --------------- |
| Sporting Cristal · Perú | 1.ª        | 1956-1963  | 128   | 57    | 3             | 1             | 131   | 58    | 0.44            |
| Total club              | Total club | Total club | 128   | 57    | 3             | 1             | 131   | 58    | 0.44            |

## Palmarés

### Campeonatos nacionales
| Título                    | Club             | País | Año  |
| ------------------------- | ---------------- | ---- | ---- |
| Primera División del Perú | Sporting Cristal | Perú | 1956 |
| Primera División del Perú | Sporting Cristal | Perú | 1961 |